# Захист від зброї масового ураження

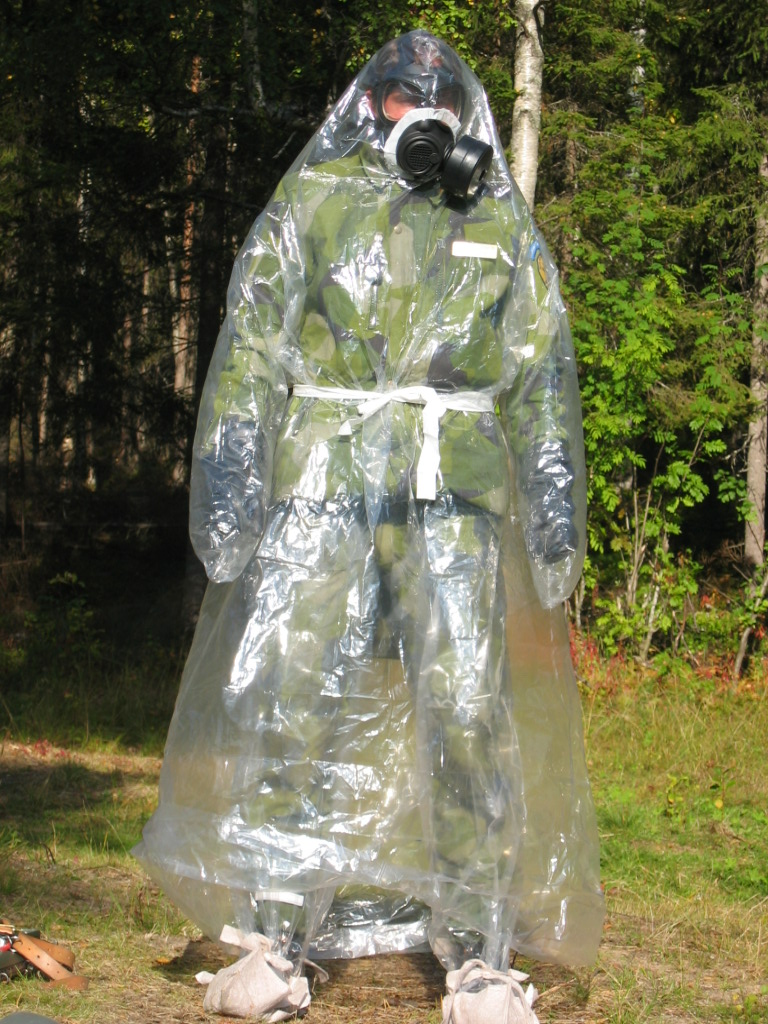
Шведський солдат у спеціальному екіпіруванні

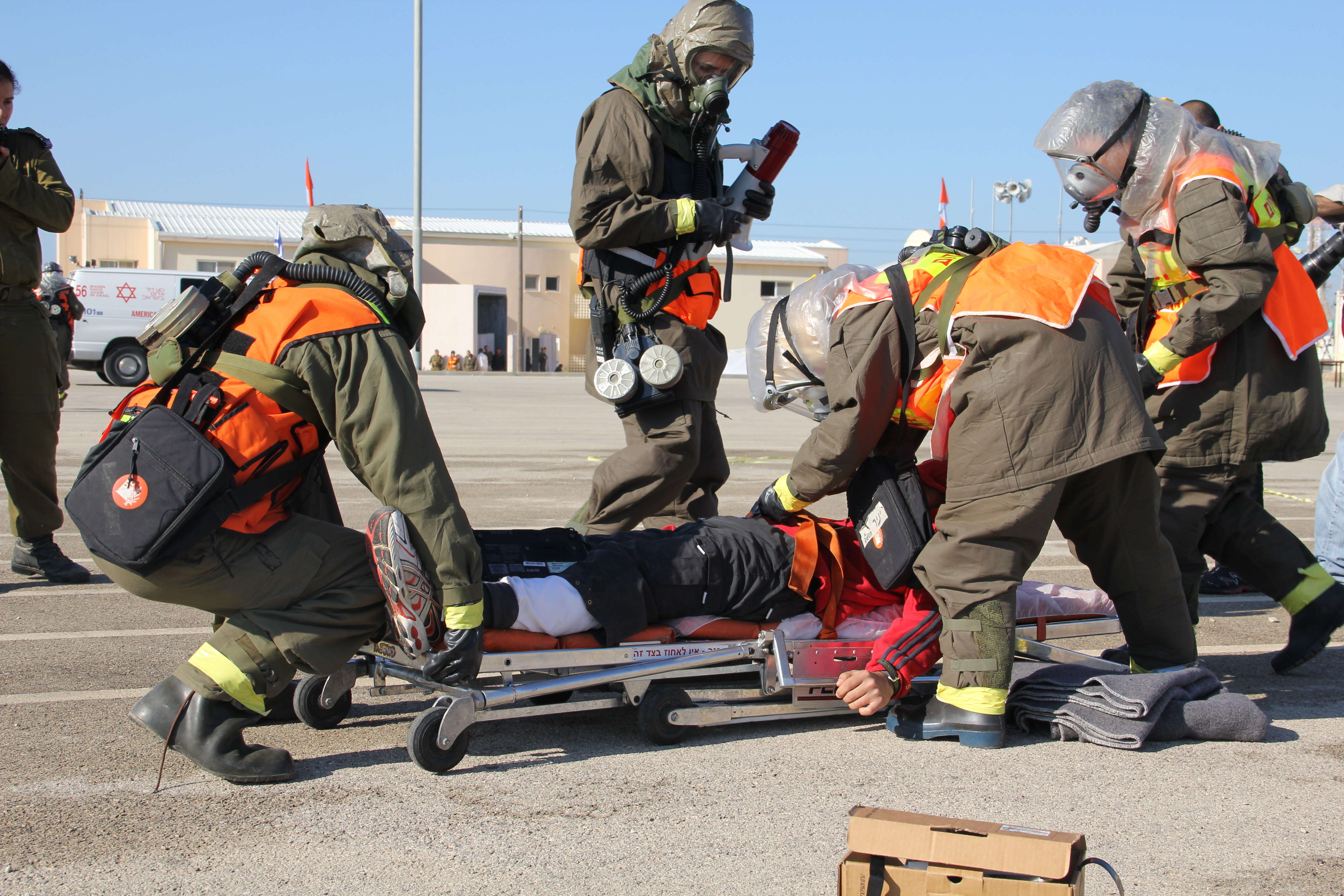
Тренування з ліквідації наслідків ураження ЗМУ в Ізраїлі. 22 листопада 2011

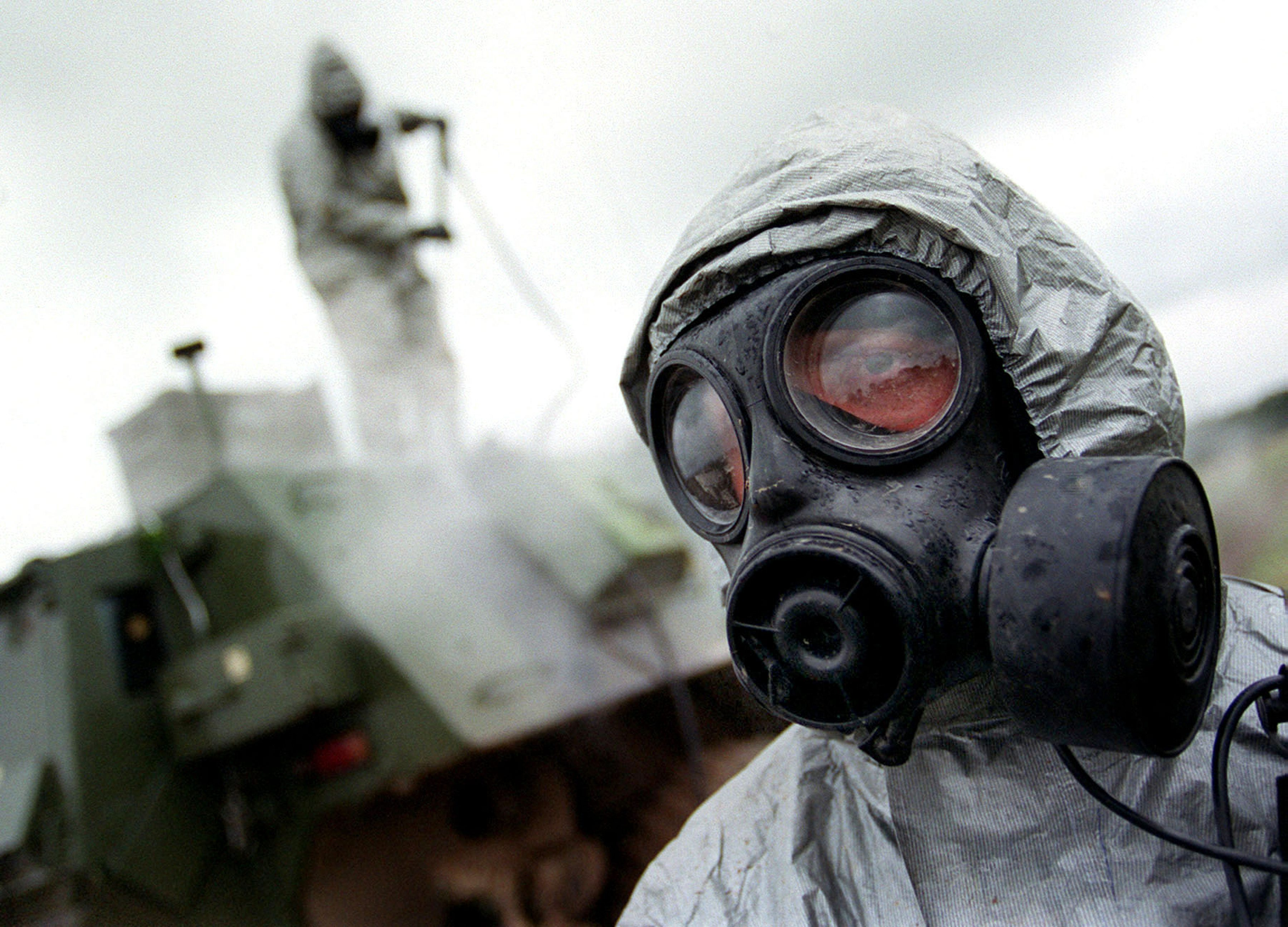
Солдати британської армії проводять заходи дегазації техніки, що уражена внаслідок застосування ЗМУ.

Захист від зброї масового ураження (ЗЗМУ) — у військовій справі  це вид бойового забезпечення, сукупність організаційних, інженерних, медичних та інших заходів, спрямованих на запобігання або найбільш можливе ослаблення вражальної й руйнівної дії зброї масового ураження (ЗМУ) (ядерної, хімічної і біологічної зброї тощо) задля збереження життя, здоров'я, боєздатності та працездатності особового складу військ і населення, а також збереження військових, цивільних і природних об'єктів, тварин і матеріальних цінностей. Захист організується відповідно до умов обстановки, розмаху застосування противником ЗМУ, можливостями військ та цивільної оборони.

## Зміст
Захист військ від зброї масового ураження організовується всіма командирами і штабами із завданнями: якнайбільше ослабити вплив від застосування противником ядерної, хімічної і бактеріологічної зброї, швидко відновити боєздатність військ, що підпали під удари цієї зброї, і забезпечити умови для дій в районах, де вона застосовувалося. Заходи захисту військ передбачають:
- розосередження їх на місцевості,
- ретельне маскування,
- періодична зміна районів розташування військ, аеродромів, стоянок кораблів з метою ускладнити їх виявлення,
- своєчасне сповіщення військ про радіоактивне, хімічне і біологічне (бактеріологічне) забруднення місцевості подаванням спеціальних сигналів,
- використання особовим складом індивідуальних засобів захисту, окопів, траншей, бліндажів, сховищ зі спеціальним устаткуванням, а для захисту озброєння, техніки і матеріальних засобів — різних укриттів.

Щоб отримати дані про наслідки застосування противником зброї масового ураження, у межах дій військ і місцях їх розташування проводиться радіаційна, хімічна і бактеріологічна розвідка. Шляхом прогнозування (теоретичних розрахунків) наслідків нападу визначаються приблизні втрати особового складу озброєння, техніки, матеріальних засобів, можливі зони зараження, руйнувань, пожеж, затоплень, характер і обсяг робіт з усунення наслідків нападу. Проводяться протиепідемічні, санітарно-гігієнічні, спеціальні профілактичні й інші медичні заходи, здійснюється контроль радіоактивного опромінення особового складу, визначається ступінь зараження людей, озброєння, техніки, транспорту, матеріальних засобів і води.
Заходи з ліквідації наслідків застосування противником зброї масового ураження охоплюють: надання допомоги ураженим, рятувальні роботи, спеціальну обробку особового складу військ і бойової техніки (Дезактивація, Дегазація), відновлення доріг для маневру військ, гасіння і обмеження пожеж, боротьбу із збудниками хвороб в осередках бактеріологічного ураження й інше.

## Порядок дії при застосуванні ЗМУ
За сигналами оповіщення про радіоактивне, хімічне та бактеріологічне (біологічне) зараження особовий склад, який діє у пішому порядку або на відкритих машинах, не припиняючи виконання поставлених завдань, негайно надягає засоби індивідуального захисту; у разі знаходження в закритих рухомих об'єктах, не обладнаних системою ЗЗМУ — тільки респіратори (протигази), а в об'єктах обладнаних даною системою, закриває люки, двері, бійниці, жалюзі і вмикає цю систему. Особовий склад, що знаходиться у сховищах, вмикає систему колективного захисту. За сигналом «Радіаційна небезпека» особовий склад надягає респіратори (протигази), а у разі сигналу «Хімічна тривога» — протигази.
Під час дій у місцях з радіоактивним зараженням за сухої погоди в пішому порядку або на відкритих машинах, особовий склад надягає респіратори (протигази), захисні плащі, панчохи й рукавички, в зонах хімічного та бактеріологічного (біологічного) зараження — протигази, захисні плащі, панчохи і рукавички. Особовий склад, що перебуває у закритих рухомих об'єктах, не обладнаних системою ЗЗМУ, надягає лише респіратори (протигази), а в об'єктах, обладнаних даною системою — закриває люки, двері, бійниці, жалюзі і вмикає цю систему. За вологої погоди під час дій у зоні радіоактивного зараження в пішому порядку, особовий склад надягає лише засоби захисту шкіри.
У разі ліквідації наслідків застосування противником ЗМУ, проводяться рятувальні роботи, надання першої медичної допомоги ураженим, вивезення (винесення) їх із зон зараження, дозиметричний та хімічний контроль, локалізація і гасіння пожеж, спеціальна обробка.
Перша допомога пораненим і ураженим виявляється в порядку само- та взаємодопомоги в осередках ураження і полягає в надяганні протигазів, введенні антидотів, обробці відкритих ділянок тіла і обмундирування індивідуальним протихімічним пакетом.

## Відео
- Защита населения от оружия массового поражения. [Архівовано 8 лютого 2020 у Wayback Machine.]